# Грчко језичко питање
Грчко језичко питање је спор у грчкој културној средини о томе да ли је димотики или катаревуса службени језик Грчке.
Спор сеже до почетка деветнаестог века и коначно је решен 1976. године, када је званични језик проглашен као димотики. Као резултат дужине спора, грци су формирали око два века диглосије.
Питање грчког језика настаје под утицајем просветитељства. Током грчког рата за независност појавило се питање службеног језика обновљеног грчког суверенитета. 